# Pestnjak
Pestnjak je kamenodobno orodje,ki ga uvrščamo v kulturo acheuleen, izdelano iz kamna. Pestnjak se drugače imenuje tudi Kremenovo rezilo. V kameni dobi so si ljudje orodje in orožje izdelovali iz kamna, lesa in kosti. Pestnjak so naredili tako, da so poiskali kamen (po navadi kremenov) in ga izklesali z drugim kamnom. Naredili so si ga tako, da se je prilegal obliki pesti. Uporabljali so ga kot trgalo,strgalo,rezilo, za boj, lov...